# Jocelyn Ahouéya
Jocelyn Ahouéya (Allahé, 19 de desembre, 1985) és un futbolista beninès.
És internacional amb la selecció de Benín, amb la qual disputà la Copa d'Àfrica de Nacions 2004 i el Mundial Juvenil del 2005 als Països Baixos.
Ha defensat els colors del Mogas 90 FC i del FC Sion.